# 리강향

리강 향의 위치

리강향(한국어: 이항향, 중국어: 里港鄉, 병음: Lǐgǎng Xiāng)은 중화민국 핑둥 현의 향이다. 넓이는 68.9208km2이고, 인구는 2015년 8월 기준으로 26,928명이다.

## 지리
리강 향은 핑둥 현 북서단에 위치하고, 북쪽은 가오슝 현 메이눙 진과 서쪽 및 서북쪽은 가오슝 현 치산 진과 동쪽은 가오수 향과 동남쪽은 옌푸 향과 남쪽은 주루 향과 각각 접하고 있다. 핑둥 평원에 위치해 평탄한 지형을 형성하고 있고, 메이눙시(荖濃渓)와 신난스시(新南勢渓)가 향내를 흐르다 합류해 얼중시(二重渓)를 형성하고 있다. 열대 몬순 기후 특유의 고온 다습한 기후가 특징이다.

## 역사
리강 향의 옛 이름은 아리항(阿里港)이다. 이 지명은 청대 강희 연간에 아리라는 인물이 담수계의 논두렁에 가게를 열었다는 기록에서 유래한다. 강희 말년, 총병 남정진 및 그 동생 남정원이 대만에서 반란을 일으킨 주일귀를 평정한 후, 그 휘하 수백 명의 사병이 이곳에 잔류해 개간을 진행시켰다. 옹정 연간에는 남중관, 장향생 등의 사람들이 이주해 취락을 형성하게 되어, 건륭 연간에는 아리항가(阿里港街)로 불렸다. 1920년의 타이완 지방제 개편 때 이곳을 개명해 리코 장(里港庄)이 설치되어 다카오 주 헤이토 군의 관할이 되었다. 전후 처음에는 가오슝 현 리강 향이었지만, 1950년에 핑둥 현에 귀속되어 현재에 이르고 있다.

## 교통
- 국도 10호선